# Masatomo Taniguchi
Masatomo Taniguchi (谷口正朋?, Taniguchi Masatomo; Tokyo, 6 febbraio 1946 – Toride, 3 maggio 2021) è stato un cestista giapponese.
È morto nel 2021 all'età di 75 anni per un tumore del pancreas.

## Carriera
Con il Giappone ha partecipato ai Giochi olimpici di Monaco 1972 e ai Campionati del mondo del 1967.